# Jérôme Sonnerat
Jérôme Sonnerat (Annecy, 19 gennaio 1985) è un calciatore francese, difensore del Lucciana.

## Carriera
Ha giocato in massima serie svizzera con la maglia del Servette nella stagione 2003-2004, ed in Europa League con la maglia del Losanna nella stagione 2010-2011.